# Megújuló források dilemmája
A megújuló források dilemmái magukban foglalnak olyan konfliktusokat, melyek megújuló készletek fogyasztását érintik, mint például az esőerdők vagy a tengeri halak populációja. Bizonyos mennyiség felhasználása ezekből a javakból előnyös az egyének számára. Ha elegendő mennyiség marad érintetlenül, a forrás helyreállítja, feltölti önmagát, így a kitermelés a végtelenségig folytatódhat. Ha azonban túl nagy mennyiséget veszünk el a forrásból, a reprodukció nem képes feltölteni a hiányt, így a forrás idővel kimerül.A kölcsönös függésen alapuló szituációk némelyikében - melyek sokszor éppen a legfontosabbak - az egyének személyes jutalmai nyíltan ütköznek a csoport érdekeivel. Ez történhet például akkor, ha az emberek közös erőforrást használnak.

### Kísérlet
Ilyen szituációk laboratóriumi vizsgálata során az egyéneknek számos alkalommal kell felhasználniuk a csoport forrását, saját hasznuk növelése érdekében. A kísérleti személyeknek azt mondják például, hogy bizonyos számú hal van egy közös halászterületen. Ezután minden egyes személy eldöntheti, mennyi halat akar kifogni a közös tóból, s miután mindenki döntött, az összesített mennyiséget levonják a halak számából. A tónak van bizonyos ideje a reprodukcióra, mialatt 10%-ot visszaállíthat a következő halászat megkezdése előtt. A folyamatot számos körön keresztül folytatják.
Vannak bizonyos jutalmak és költségek, amikkel minden vizsgálati személynek számolni kell. Ha az egyén használja a forrást, minden hal, amit kifog a tóból, egyéni hasznot jelent, Ez igaz, függetlenül attól, hogy mások is használják a forrást. Ha az egyén úgy dönt, hogy kevesebb halat fogyaszt, mások pedig esetleg mégis folytatják a túlzott halászatot, akkor az elővigyázatos résztvevő profittól esik el, miközben mégis veszít a forrásból. Az eredmények alapján az egyén akkor jár jobban, ha használja a forrást, mint ha nem használja- ha figyelmen kívül hagyjuk, hogy mások mit csinálnak. Tisztán egyéni szempontból a helyzet azt diktálja, hogy minél több halat halásszunk a tóból.

### Viselkedés a dilemmahelyzetben
Ilyen dilemmákkal szembesülve a legtöbb ember érhető módon - de katasztrofális következményekkel - az egyéni érdeket követi. A fent említett kísérletben szinte minden kísérleti személy úgy dönt, annyit termel ki a forrásból, amennyit csak bír, akkor is ha a forrás már rohamosan csökken.